# Thrypticus zonatulus
Thrypticus zonatulus är en tvåvingeart som först beskrevs av Zetterstedt 1843.  Thrypticus zonatulus ingår i släktet Thrypticus och familjen styltflugor.
Artens utbredningsområde är Sverige. Inga underarter finns listade i Catalogue of Life.